# 古城薹草
古城薹草（学名：Carex kuchunensis）是莎草科薹草属的植物，为中国的特有植物。分布在中国大陆的广西等地，生长于海拔900米的地区，多生于山谷阴处林下，目前尚未由人工引种栽培。